# Gloria Chinasa
Gloria Chinasa Okoro (Enugu, 8 de diciembre de 1987) es una futbolista que juega como delantera. Nacida y criada en Nigeria de padres nigerianos, fue internacional con la selección nacional femenina de Guinea Ecuatorial. Delantero

## Trayectoria
Chinasa nació y se crio en Nigeria. Comenzó su carrera en el club Rivers Angels, con sede en Port Harcourt. En 2005, disputó un partido contra un club de Guinea Ecuatorial y marcó tres goles. Su actuación no pasó desapercibida para la Federación de Guinea Ecuatorial, que acabó reclutándola para la selección nacional. 
Además, participó con Guinea en el Mundial de 2011, donde fue titular en la derrota por 3-2 ante Australia.
Tras el Mundial, Chinasa fichó por el campeón de liga polaco Unia Racibórz con el que participó en la fase de clasificación de la Liga de Campeones 2011-12 contra Pallokerho-35, donde marcó el único gol de su equipo. Levantó los tres campeonatos de Liga de 2011, 2012 y 2013y, además, se hizo con el título personal de máxima goleadora en dos competiciones (20 goles en la 2011/12 y 18 en la 2012/13) Su vida no fue sencilla en el equipo polaco y se pasaba todos los días en la habitación del hotel dónde vivía.
Tras su periplo por Polonia jugó en Gintra Universitetas (Lituania), Bobruichanka (Bielorrusia), Vllaznia (Albania), Rouen (Francia) y terminó su carrera en el Estrellas de E'Waiso Ipola guineano.
El 28 de octubre de 2006, Chinasa marcó el primer gol de la historia de Guinea Ecuatorial en el Campeonato Africano Femenino. Su mayor éxito es levantar el Campeonato de África que Guinea consiguió en 2008 y 2012. El trieno mágico de la selección africana se completa con una medalla de plata en el 2010.En aquella época jugó el Mundial de Alemania, pero su grupo, junto a Brasil, Australia y Noruega fue demasiado duro y dejaron el campeonato sin ningún punto y sólo 2 goles a favor, En el mundial jugó 2 partidos. Las Nzalang Girls no clasificó para los Juegos Olímpicos de Río 2016.

## Clubes
- 2005–2011:  Rivers Angels
- 2011–2014:  Unia Racibórz
- 2014–2015:  Gintra Universitetas
- 2015:  Bobruichanka (cesión)
- 2016–2017:  Vllaznia
- 2017–2018:  Rouen
- 2018:  Estrellas de E'Waiso Ipola

## Goles internacionales
| Núm.                                                                                      | Fecha                   | Lugar                                        | Contrincante                               | Gol | Resultado | Competición                                                   |
| ----------------------------------------------------------------------------------------- | ----------------------- | -------------------------------------------- | ------------------------------------------ | --- | --------- | ------------------------------------------------------------- |
| 1                                                                                         | 28 de octubre de 2006   | Oleh, Delta, Nigeria                         | Bandera de Nigeria                         | 1–2 | 2–4       | Copa Africana de Naciones Femenina 2006                       |
| 2                                                                                         | 18 de noviembre de 2008 | Estadio de Malabo, Malabo, Guinea Ecuatorial | Bandera de República del Congo             | 2–1 | 5–2       | Copa Africana de Naciones Femenina 2008                       |
| 3                                                                                         | 21 de noviembre de 2008 | Estadio de Malabo, Malabo, Guinea Ecuatorial | Bandera de Mali                            | 1–0 | 2–1       | Copa Africana de Naciones Femenina 2008                       |
| 4                                                                                         | 23 de mayo de 2010      | Sam Nujoma Stadium, Windhoek, Namibia        | Bandera de Namibia                         | 5–1 | 5–1       | Calificación de la Copa Africana de Naciones Femenina 2010    |
| 5                                                                                         | 5 de noviembre de 2010  | Sinaba Stadium, Daveyton, Sudáfrica          | Bandera de Argelia                         | 1–0 | 1–0       | Copa Africana de Naciones Femenina 2010                       |
| 6                                                                                         | 8 de noviembre de 2010  | Sinaba Stadium, Daveyton, Sudáfrica          | Bandera de Ghana                           | 3–1 | 3–1       | Copa Africana de Naciones Femenina 2010                       |
| 7                                                                                         | 28 de octubre de 2012   | Estadio de Malabo, Malabo, Guinea Ecuatorial | Bandera de Sudáfrica                       | 1–0 | 1–0       | Copa Africana de Naciones Femenina 2012                       |
| 8                                                                                         | 31 de octubre de 2012   | Estadio de Malabo, Malabo, Guinea Ecuatorial | Bandera de República Democrática del Congo | 3–0 | 6–0       | Copa Africana de Naciones Femenina 2012                       |
| 9                                                                                         | 7 de noviembre de 2012  | Estadio de Malabo, Malabo, Guinea Ecuatorial | Bandera de Camerún                         | 1–0 | 2–0       | Copa Africana de Naciones Femenina 2012                       |
| 10                                                                                        | 11 de noviembre de 2012 | Estadio de Malabo, Malabo, Guinea Ecuatorial | Bandera de Sudáfrica                       | 1–0 | 4–0       | Copa Africana de Naciones Femenina 2012                       |
| 11                                                                                        | 11 de noviembre de 2012 | Estadio de Malabo, Malabo, Guinea Ecuatorial | Bandera de Sudáfrica                       | 4–0 | 4–0       | Copa Africana de Naciones Femenina 2012                       |
| 12                                                                                        | 18 de julio de 2015     | National Stadium, Abuya, Nigeria             | Bandera de Nigeria                         | 1–1 | 1–1       | Torneo Preolímpico Femenino de la CAF de 2016                 |
| 13                                                                                        | 9 de junio de 2018      | Estadio de Malabo, Malabo, Guinea Ecuatorial | Bandera de Kenia                           | 1–0 | 2–0       | Clasificación para la Copa Africana de Naciones Femenina 2018 |
| Los marcadores y resultados sitúan en primer lugar el total de goles de Guinea Ecuatorial |                         |                                              |                                            |     |           |                                                               |

## Títulos y premios

### Clubs
- Liga Nacional de Guinea Ecuatorial: (Estrellas de E'Waiso Ipola, 2018)
- 3 x Liga Nacional Polaca Ekstraliga (Unia Racibórz, 2011, 2012, 2013)

### Selección nacional
Guinea Ecuatorial
- 2 x  Copa Africana de Naciones Femenina : 2008, 2012
- 1 x  Copa Africana de Naciones Femenina : 2010

## Biografía
Habla con fluidez inglés, francés, español y también los idiomas locales nigerianos de las etnias de igbo y fang.